# مارکو تولیو (بازیکن فوتبال، زاده مارس ۱۹۸۸)
مارکو تولیو اولیویرا لموس (به پرتغالی: Marco Túlio Oliveira Lemos؛ زادهٔ ۱۳ مارس ۱۹۹۸)، که معمولاً با نام مارکو تولیو شناخته می‌شود، بازیکن فوتبال اهل برزیل است که در پست مهاجم برای کیوتو سانگا بازی می‌کند.